# James Donald
James Donald (* 18. Mai 1917 in Aberdeen, Schottland; † 3. August 1993 in Wiltshire, England) war ein schottischer Schauspieler.

## Leben und Karriere
Donald, der Sohn eines presbyterianischen Pfarrers, studierte Schauspiel in seiner Heimatstadt Aberdeen und danach in London. Sein professionelles Bühnendebüt gab er im Oktober 1938 in London, zum Durchbruch als Theaterschauspieler kam er 1943 durch seinen hochgelobten Auftritt in Noël Cowards Komödie Present Laughter. Im Laufe seiner Karriere spielte Donald u. a. Stücken von William Shakespeare, George Bernhard Shaw und Jean Cocteau; das Theater machte einen wesentlichen Teil seines Schaffens aus. Parallel trat er bereits während des Zweiten Weltkriegs in kleineren Rollen in einigen Propaganda-Militärfilmen auf. Auch diente er im Weltkrieg selbst bei der British Army Intelligence.
In der Nachkriegszeit nahm auch Donalds Filmkarriere an Fahrt auf, und er spielte viele größere Nebenrollen und gelegentlich auch Hauptrollen. Er verkörperte oftmals seriöse, ernste und intelligente Figuren in verantwortungsvollen Positionen, so wurde er häufiger auf Ärzte oder Offiziere besetzt. Donalds wohl bekannteste Filmrolle war die des britischen Militärarztes Major Clipton in David Leans Kriegsepos Die Brücke am Kwai (1957), wobei er den berühmten Schlusssatz des Filmes („Madness! Madness!“) ausrief.  Nach Die Brücke am Kwai spielte Donald auch noch in zwei weiteren Filmen, die die Gefangenschaft von Soldaten während des Zweiten Weltkrieges zum Thema hatten: Gesprengte Ketten (1963) und Sie nannten ihn King (1965).
Zu seinen weiteren bekannteren Filmauftritten zählen seine Darstellung des Theo van Gogh in Vincente Minnellis Filmbiografie Vincent van Gogh – Ein Leben in Leidenschaft (1954) an der Seite von Kirk Douglas sowie die Hauptrolle in dem Science-Fiction-Thriller Das grüne Blut der Dämonen (1967). Donald spielte auch in einigen britischen und amerikanischen Fernsehserien und -filmen. Für seine Darstellung von Albert von Sachsen-Coburg und Gotha in einem amerikanischen Fernsehspiel über Queen Victoria wurde Donald 1962 mit einer Emmy-Nominierung bedacht. Insgesamt umfasst sein filmisches Schaffen rund 60 Produktionen bis zum Jahr 1979.
Als sich in den 1970er-Jahren seine lebenslange Asthma-Erkrankung verstärkte, musste er sich weitgehend aus dem Schauspielgeschäft zurückziehen. Er betätigte sich danach aber noch als Weinhändler. Donald war mit seiner Frau Ann bis zu seinem Tod verheiratet und adoptierte ihren Sohn Garth. Der Schauspieler starb 1993 im Alter von 76 Jahren an Magenkrebs.

## Filmografie (Auswahl)
- 1937: Daily Round (Kurzfilm)
- 1942: The Missing Million
- 1942: One of Our Aircraft Is Missing
- 1942: Für was wir dienen (In Which We Serve)
- 1943: San Demetrio (San Demetrio London)
- 1944: The Way Ahead
- 1948: Notlandung (Broken Journey)
- 1948: Die Stimme des Gewissens (The Small Voice)
- 1949: Edward, mein Sohn (Edward, My Son)
- 1949: Die Tingeltangelgräfin (Trottie True)
- 1950: Frau im Netz (Cage of Gold)
- 1951: Weiße Korridore (White Corridors)
- 1952: Ein Fressen für die Fische (Gift Horse)
- 1952: Mr. Pickwick (The Pickwick Papers)
- 1954: Beau Brummell
- 1956: Vincent van Gogh – Ein Leben in Leidenschaft (Lust for Life)
- 1957: Die Brücke am Kwai (The Bridge on the River Kwai)
- 1958: Die Wikinger (The Vikings)
- 1958, 1959: Alfred Hitchcock präsentiert (Alfred Hitchcock Presents, Fernsehserie, 2 Folgen)
- 1959: Der dritte Mann im Berg (Third Man on the Mountain)
- 1963: Gesprengte Ketten (The Great Escape)
- 1965: Sie nannten ihn King (King Rat)
- 1966: Der Schatten des Giganten (Cast a Giant Shadow)
- 1967: Minirock und Kronjuwelen (The Jokers)
- 1967: Das grüne Blut der Dämonen (Quatermass and the Pit)
- 1969: Hannibal Brooks
- 1969: Der Untergang des Sonnenreiches (The Royal Hunt of the Sun)
- 1970: David Copperfield (Fernsehfilm)
- 1975: Die Schande des Regiments (Conduct Unbecoming)
- 1978: Tote schlafen besser (The Big Sleep)